# 哈利法克斯鎮區 (北卡羅萊納州哈利法克斯縣)
哈利法克斯鎮區（英語：Halifax Township）是位於美國北卡羅萊納州哈利法克斯縣的一個鎮區。

## 地方資料
哈利法克斯鎮區的面積為191.40平方千米，皆為陸地。根據2020年美國人口普查的數據，當地共有人口2290人，而人口密度為每平方千米11.96人。